# Васильєв Михайло Миколайович
Васильєв Михайло Миколайович (рос. Васильев Михаил Николаевич; 31 жовтня 1914, Михайловка, тепер Істринський район, Московська область — 25 серпня 1979, Дрогобич) — Герой Радянського Союзу, брав участь у захопленні Бучача в 1944 році, його ім'ям якийсь час була названа сучасна вулиця Генерала Шухевича в Бучачі. Проживав у місті Дрогобичі. Член КПРС з 1940 року.